# Бластомера
Бластомера је (ембрионална ћелија) једна од многобројних ћелија које настају у узастопним деобама зигота вишећелијских животиња, непосредно после оплођења. Резултат прве деобе зигота су две бластомере, које се затим деле на 4, па оне на 8, 16, 32 итд. бластомера. Између деоба нема периода растења ћелија (фаза G1 ћелијског циклуса) те како браздање одмиче бластомере су све ситније. У почетку су бластомере чврсто међусобно повезане градећи морулу, а касније се појављује шупљина (бластоцел) између бластомера и организам прелази у фазу бластуле.